# Мирослав Янакиев
Мирослав Янакиев Николов е български езиковед, професор в Софийския университет.

## Биография

### Произход и образование
Роден е на 19 август 1923 г. в София в семейството на Янаки Николов Стоянов, модист. Завършва през 1943 г. Първа Софийска мъжка гимназия като първенец по успех. Постъпва в Софийския университет (славянска филология). Дипломира се като филолог славист през 1947 г.

### Професионално развитие
Редовен асистент на проф. Кирил Мирчев по История на българския език при Катедрата по български език (1947). Старши асистент (1952). Доцент с хабилитационен труд монографията „Българско стихознание“ (1963). Професор с хабилитационен труд монографията „Стилистиката и езиковото обучение“ (1979).
Член на БКП (1954 – 1988). Изключен в края на режима. 
Заместник-декан е на Факултета по славянски филологии на Софийския университет от 1966 до 1968 г.
Лектор по български език на студентите от специалността „Българска филология“ в Московския университет „М. В. Ломоносов“ (1969 – 1984).
Умира в София на 9 ноември 1998 г.

## Критики
Професор Янакиев е бил критикуван от  Николай Хайтов и Георги Герджиков заради въвеждането на квантитативни методи в езикознанието и въвеждането на модерни американски теории в изследването на езика. 

## Памет
Архивът му се съхранява в Нов български университет.